# ファースト・ヤヤ
『ファースト・ヤヤ』（英語: First Yaya）は、フィリピンのテレビドラマ。2021年3月15日にGMAネットワークで初公開された。

## 登場人物
メロディー・レイエス・アコスタ
演：サンヤ・ロペス

グレン・フランシスコ・アコスタ
演：ギャビー・コンセプシオン